# Соловцов, Николай Николаевич
Николай Николаевич Соловцов (настоящая фамилия — Фёдоров) (3 [15] мая 1857 года, Орёл — 12 [25] января 1902 года, Одесса) — русский актёр, режиссёр, антрепренёр.

## Биография
Родился 3 (15) мая 1857 года в Орле. Происходил из дворянской семьи.
Воспитывался в Орловской гимназии, но курса не окончил. Рано проявил актёрский талант: участвовал в гимназических и домашних спектаклях.
Впервые выступил на профессиональной сцене в 1876 году в Орле — в антрепризах Э. Ф. Сервье и Г. М. Черкасова.
В 1875—1876 годах служил вместе с П. П. Васильевым в «Артистическом обществе» Ярославля, затем участвовал в антрепризах В. А. Смирнова («определенного амплуа не занимал, играл решительно все и переиграл множество ролей»).
В 1876—1882 годах Соловцов играл в провинциальных театрах в Ярославле, Саратове, Оренбурге, Казани, Нижнем Новгороде, Астрахани, Ростове-на-Дону, Тамбове, Полтаве, Харькове, Таганроге, а также в Киеве.
В 1882 году Соловцов впервые попадает на столичную сцену: играет в Александринском театре в Санкт-Петербурге, затем в составе труппы М. В. Лентовского в Москве и Нижнем Новгороде.
В 1884 году состоялся дебют Соловцова-режиссёра: он ставит спектакли в московском Немецком клубе. В 1887—1889 годах служит в театре Корша в качестве актёра и режиссёра, в 1889—1890 — в Московском театре Абрамовой.
В 1891 году совместно с Е. Я. Неделиным, Т. А. Чужбиновым, Н. С. Песоцким Соловцов создает в Киеве «Товарищество драматических артистов» (впоследствии — Театр Соловцова) и с 1893 года до конца жизни руководит им. Театр Соловцова стал основой Русского драматического театра в Киеве (сейчас Национальный академический театр русской драмы имени Леси Украинки).
Одновременно в Одессе Соловцов создаёт городской театр, где кроме драмы организует итальянскую оперу.
Издавал и редактировал в течение двух лет «Киевскую газету» (1897—1898).
Как актёр Соловцов выдвинулся исполнением ролей «Скупого» Мольера, Несчастливцева в «Лесе», городничего в «Ревизоре», Расплюева в «Свадьбе Кречинского».
На 10(23) января 1902 г. было назначено торжество по случаю 25-летия артистической деятельности и 10-летия работы Николая Соловцова в Киеве. Перед этим он выехал на гастроли в Одессу, но прибыв туда 20 декабря (2 января), почувствовал недомогание. Через четыре дня решил вернуться в Киев, но ему стало плохо и 1(14) января врачи определили брюшной тиф. 7(20) января консилиум признал состояние больного очень серьезным, а в ночь на 12 (25) января 1902 года Соловцов умер.
Похоронен в часовне-усыпальнице на Аскольдовой могиле, и здесь же в 1919 г. была похоронена его жена - актриса Мария Глебова. В 1938 г., после ликвидации кладбища, их прах был перенесен на Зверинецкое, а в 1971 г. на Байковое кладбище.

## Творчество
«Судьба дала Фёдорову представительную внешность, сильный голос, мощный темперамент и проницательный ум». Как актёр он «был неподражаемо хорош даже в ничтожных ролях бытового репертуара, создавая цельный, вполне законченный тип». Он играет массу характерных и комических ролей в пьесах Островского, Сухово-Кобылина, Гоголя. Созданные им на сцене образы просты, естественны и правдивы: пригодились наблюдения, полученные за время работы в провинциальных театрах. Трагические роли же ему не давались: не хватало драматического темперамента.
В собственном театре Соловцов смог проявить себя и как актёр, и как режиссёр, и как не менее талантливый администратор. Его антреприза со временем превратилась в крупный богатый частный театр, один из самых сильных в провинции. Постановки в Театре Соловцова не уступали столичным, чему способствовала и серьёзная режиссёрская и актёрская работа над каждым спектаклем (Соловцов едва ли не впервые на отечественной сцене отказался от суфлёра), и постоянная труппа, и тщательный отбор репертуара.
Русская бытовая комедия стала своеобразной визитной карточкой Театра Соловцова: Л. М. Леонидов считал, что, например, «Плоды просвещения» здесь были поставлены лучше, чем в Малом театре или Театре Корша. При этом Соловцов грешил тягой к броским сценическим эффектам: «мишура мелодрамы, феерии и фарса неотделима от властного обаяния соловцовского театра».
Труппу театра Соловцова составляли известные провинциальные актёры: М. М. Глебова (по мужу Соловцова), И. П. Киселевский, И. М. Шувалов, Н. П. Рощин-Инсаров, М. И. Велизарий, А. А. Пасхалова, В. И. Немирович-Данченко, А. Я. Глама-Мещерская, А. В. Дарьял, Н. А. Лисенко.
Помимо прочего, Соловцов известен и как драматург: он пишет пьесы «Евлалия Рамина» и «В дали» и переводит с польского комедии «Невольницы» и «Тёплая вдовушка».

### Режиссура в театрах

#### Театр Корша
- 1887 — «Иванов» А. П. Чехова

#### Московский театр М. М. Абрамовой
- 1889 — «Леший» А. П. Чехова

#### Театр Соловцова
- 1891 — «Ревизор» Н. В. Гоголя
- 1891 — «Медведь» А. П. Чехова (водевиль был изначально посвящён автором Соловцову[5])
- 1891 — «Свадьба» А. П. Чехова
- 1895 — «Власть тьмы» Л. Н. Толстого
- 1896 — «Чайка» А. П. Чехова
- 1897 — «Иванов» А. П. Чехова
- 1898 — «Дядя Ваня» А. П. Чехова
- 1901 — «Три сестры» А. П. Чехова

также:
- «Зимняя сказка» У. Шекспира
- «Мадам Сан-Жен» В. Сарду
- «Смерть Иоанна Грозного»
- «Царь Фёдор Иоаннович» А. К. Толстого
- «Царь Борис» А. К. Толстого
- «Одинокие» и «Возчик Геншель» Г. Гауптмана

### Роли в театре

#### Александринский театр
- 1882 — «Василиса Мелентьева» А. Н. Островского и С. А. Гедеонова — Иоанн Грозный
- 1882 — «Свадьба Кречинского» А. В. Сухово-Кобылина — Кречинский
- 1882 — «Каширская старина» Д. В. Аверкиева — Василий Коркин

#### Театр Корша
- 1887 — «Отжитое время» («Дело») Сухово-Кобылина — Варравин
- 1887 — «Медведь» А. П. Чехова[6]

также:
- «Бедность не порок» А. Н. Островского — Любим Торцов
- «Волки и овцы» А. Н. Островского — Лыняев
- «Бесприданница» А. Н. Островского — Карандышев
- «Лес» А. Н. Островского — Несчастливцев
- «Бешеные деньги» А. Н. Островского — Васильков и Телятев
- «Светит да не греет» А. Н. Островского — Рыбачев
- «Свадьба Кречинского» А. В. Сухово-Кобылина — Расплюев
- «Горе от ума» А. С. Грибоедова — Репетилов
- «Ревизор» Н. В. Гоголя — Городничий
- «Женитьба» Н. В. Гоголя — Кочкарев
- «Власть тьмы» Л. Н. Толстого — Никита

## Память
Именем Николая Соловцова названа одна из улиц в Киеве.